# Su Xuelin
Su Xuelin (xinès tradicional: 蘇雪林, xinès simplificat: 苏雪林, pinyin: Sū Xuělín) (Rui'an 1899 - Tainan 1999) escriptora i acadèmica xinesa. Reconeguda com una de les membres destacades del Moviment del Quatre de Maig o de la Nova Cultura etiquetada com a "escriptora burgesa de boudoir". i considerada com la "fundadora" dels estudis moderns de la literatura xinesa.

## Biografia
Su Xuelin va néixer a Rui'an, província de Zhejiang (Xina) el 24 de febrer de 1897, en el si d’una família tradicional de funcionaris de Lingxia del districte de Taiping, a la província d'Anhui.
Va estudiar a l'Escola Norma de nenes d'Anqing a Anhui, on el seu pare va ser traslladat. El 1919 va ingressar al departament de xinès de l’Escola Normal Superior per a Noies de Pequín, on va tenir de companyes de classe a la futures escriptores Lu Yin (庐隐) i Feng Yuanjun (冯沅君), germana del filòsof Feng Yulan i tia de l'escriptora Zong Pu.
Va obtenir el diploma el 1921 i, desitjant continuar els seus estudis a l'estranger, va pensar en anar als Estats Units perquè l'anglès li semblava més útil que el francès, però va aprovar el concurs obert per l'Institut franco-xinès de Lió (里昂 中法大学) i va marxar a França.

### Estades a França
Va ser, però, una de les primeres escriptores i artistes xineses que va anar a estudiar a França als anys vint, concretament a l’Institut IFCL (Institt Franco Xinès de Lió). s’hi quedarà del 3 d’octubre de 1921 al 22 d’abril de 1925, estudiant primer pintura, després literatura.
La novel·la autobiogràfica que va publicar el 1929, Ji xin 棘 心 [Espines al cor], representa de fet l'estada a França d’una jove estudiant xinesa, Xingqiu 醒秋, que segueix cursos a l’Institut. així com una formació a l’Escola de Belles Arts,i que es rebel·la contra la seva família confuciana per poder estudiar, exactament com va fer Su.

### Conversió al catolicisme
L'agost de 1924, va convertir-se al catolicisme, en contradicció amb ella les conviccions intel·lectuals i les seves arrels familiars i culturals. Però, a diferència de la majoria dels escriptors xinesos que es van convertir a la dècada de 1920, i la conversió dels quals no va anar més enllà del nivell formal, la seva fe va persistir, cosa que ha fascinat els historiadors i els crítics literaris, alguns arribant a considerar la seva religió com a inseparable de la seva obra literària.

### Activitat docent
Després d’uns quants càrrecs a les escoles missioneres, la seva carrera docent va començar realment quan va ser nomenada professora a la Universitat de Wuhan a principis dels anys trenta: el 1934 hi va crear el primer curs de literatura xinesa moderna,al costat d’un curs de la història de la literatura clàssica. Aquest curs la converteix en una pionera en l'estudi de la literatura xinesa com a disciplina moderna.

### Sortida de la Xina

#### Estada a Hong Kong
El 1949, quan els comunistes van arribar al poder, va marxar a Hong Kong, on l’Església catòlica li va oferir un lloc d’escriptura i traducció a la Catholic Truth Society.
El 1950, recolzada per l’Església, va tornar a Europa, primer per peregrinar al Vaticà i després per establir-se a París. vint-i-cinc anys després de la seva primera estada, per estudiar mitologia comparada. També va prendre classes al Collège de France, principalment amb l'especialista en religions de Babilònia i Assíria, Édouard Paul Dhorme, i amb Paul Demiéville traductor de manuscrits budistes.. També va participar en les classes del filòleg comparat Georges Dumézil.

#### Estada a Taiwan
El 1952 es va traslladar a Taiwan, on va ensenyar fins a la seva jubilació el 1973 a la Universitat Nacional Normal de Taiwan i a la Universitat Cheng Kung de Tainan.

### Carrera literària
Su va escriure relativament poc, ja que va dedicar gran part del seu temps a la docència i la investigació.
En un context on els autors xinesos intentaven desenvolupar un estil diferent, en un idioma modern proper a la llengua parlada i ja no a la llengua clàssica, Su Xuelin va utilitzar els seus coneixements profunds de literatura xinesa clàssica per forjar un estil personal original., a cavall entre la llengua clàssica i la llengua popular. Al mateix temps, va realitzar investigacions sobre poesia clàssica i assajos on analitzava la literatura clàssica, des de la perspectiva de la religió comparada, sota la influència de pensadors con Zhou Zuoren, i dels antropòlegs anglesos anglesos James Frazer i Andrew Lang.
Alguns crítics l'han definit com una escriptora menor en comparació amb altres que també formaven part del Moviment del Quatre de Maig com Bing Xin o Ding Ling.
Es va retirar el 1973 i va rebre el primer títol de professora honorària a la Universitat de Cheng Kung.
Als 94 anys, va escriure la seva autobiografia: "Una vida flotant de 94 anys" (浮生 九四).

#### Conflicte amb els escriptors d'esquerres
Com a anticomunista va entrar en conflicte amb escriptors d’esquerres, i sobretot amb Lu Xun, del qual no compartia el compromís polític i a qui tractava com un neuròpata, indigne de tota l’admiració de què ell era objecte.
Va morir a Tainan el 21 l'abril de 1999, a l'edat de 102 anys.